# Соні Мюстівар
Соні Мюстівар (фр. Sony Mustivar, нар. 12 лютого 1990, Обервільє) — французький та гаїтянський футболіст, півзахисник клубу «Нефтчі» (Баку).
Виступав, зокрема, за клуби «Петролул» та «Спортінг» (Канзас-Сіті), а також національну збірну Гаїті.

## Клубна кар'єра
У професійному футболі дебютував 2009 року виступами за команду клубу «Бастія», в якій провів півтора сезони, взявши участь у 22 матчах чемпіонату.  Більшість часу, проведеного у складі «Бастії», був запасним гравцем, і лише на початку сезону 2009—10 отримавше місце в основному складі.
Протягом 2010—2011 років був орендований клубом «Орлеан».
У 2011 році повернувся до клубу «Бастія». Цього разу відіграв за команду з Бастії півсезона, але не грав в основному складі.
2012 року уклав контракт з клубом «Петролул», у складі якого провів наступні три роки своєї кар'єри гравця.  Граючи у складі «Петролула» також здебільшого виходив на поле в основному складі команди.
До складу клубу «Спортінг» (Канзас-Сіті) приєднався в лютому 2015 року. За три сезони відіграв за команду з Канзас-Сіті 66 матчів в національному чемпіонаті.
Після завершення контракту з американським клубом у березні 2018 року перейшов до азербайджанського «Нефтчі».

## Виступи за збірні
2009 року залучався до складу молодіжної збірної Франції. На молодіжному рівні зіграв у 4 офіційних матчах. Після чого вирішив виступати за збірну національної збірної Гаїті в складі якої дебютував 2013 року. Наразі провів у формі головної команди країни 10 матчів.
У складі збірної був учасником Кубка Америки 2016 року у США.

## Титули і досягнення
- Кубок Румунії (1):

«Петролул»: 2012-13
- Відкритий кубок США (1):

«Спортінг» (Канзас-Сіті): 2015